# Glorified Magnified
Albums de Manfred Mann's Earth Band
Manfred Mann's Earth Band
(1971) Messin'
(1973)
Singles
1. Meat
Sortie : 10 novembre 1972 (UK seulement)

Glorified Magnified est le second album studio du groupe rock britannique Manfred Mann's Earth Band, sorti en septembre 1972.
L'album se compose de titres heavy rock — mélange de hard rock et de heavy metal — avec de nombreux solos de guitare et de claviers et quelques moments plus mélancoliques.
Après Please, Mrs. Henry, sur leur précédent album éponyme, le groupe effectue une nouvelle reprise, remarquable, de Bob Dylan, It's All Over Now, Baby Blue.

## Liste des titres
|       | Face A                       |                                      |      |
| A1.   | Meat                         | Manfred Mann                         | 4:00 |
| A2.   | Look Around                  | Chris Slade                          | 5:10 |
| A3.   | One Way Glass                | Mann, Peter Thomas                   | 4:06 |
| A4.   | I'm Gonna Have You All       | Mann                                 | 5:16 |
|       | Face B                       |                                      |      |
| B1.   | Down Home                    | Mick Rogers                          | 3:14 |
| B2.   | Our Friend George            | Mann                                 | 3:00 |
| B3.   | Ashes to the Wind            | Charyl Edmonds, Jonah Thompson       | 2:14 |
| B4.   | Wind                         | Mann, Colin Pattenden, Slade, Rogers | 2:00 |
| B5.   | It's All Over Now, Baby Blue | Bob Dylan                            | 4:26 |
| B6.   | Glorified Magnified          | Mann                                 | 4:35 |
| 38:01 |                              |                                      |      |

| Titres bonus - Réédition CD remastérisée The Re-Masters (Royaume-Uni et Europe, Cohesion, 20 décembre 1999) | Titres bonus - Réédition CD remastérisée The Re-Masters (Royaume-Uni et Europe, Cohesion, 20 décembre 1999) | Titres bonus - Réédition CD remastérisée The Re-Masters (Royaume-Uni et Europe, Cohesion, 20 décembre 1999) | Titres bonus - Réédition CD remastérisée The Re-Masters (Royaume-Uni et Europe, Cohesion, 20 décembre 1999) | Titres bonus - Réédition CD remastérisée The Re-Masters (Royaume-Uni et Europe, Cohesion, 20 décembre 1999) | Titres bonus - Réédition CD remastérisée The Re-Masters (Royaume-Uni et Europe, Cohesion, 20 décembre 1999) | Titres bonus - Réédition CD remastérisée The Re-Masters (Royaume-Uni et Europe, Cohesion, 20 décembre 1999) | Titres bonus - Réédition CD remastérisée The Re-Masters (Royaume-Uni et Europe, Cohesion, 20 décembre 1999) | Titres bonus - Réédition CD remastérisée The Re-Masters (Royaume-Uni et Europe, Cohesion, 20 décembre 1999) | Titres bonus - Réédition CD remastérisée The Re-Masters (Royaume-Uni et Europe, Cohesion, 20 décembre 1999) |
| No | Titre | Durée | | | | | | | |
| --- | --- | --- | --- | --- | --- | --- | --- | --- | --- |
| 11. | Meat (Single version)                                                                                       | 3:18 | | | | | | | |
| 12. | It's All Over Now, Baby Blue (Single version)                                                               | 3:11 | | | | | | | |
| 44:51 | | | | | | | | | |

## Crédits
| - Manfred Mann : orgue, piano, synthétiseur, chœurs - Mick Rogers : guitare, chant - Colin Pattenden : basse - Chris Slade : batterie | - Production : Dave Hadfield, Manfred Mann, Tom McGuinness - Ingénierie : Dave Hadfield - Remastérisation : Mike Brown, Robert M Corich - Ingénierie, enregistrement (second) : John Edwards - Artwork : Andrew Buckle - Livret d'album : Robert M Corich, Andy Taylor |